# Pinocchio (film, 2002)
Pour les articles homonymes, voir Pinocchio (homonymie).
Pour plus de détails, voir Fiche technique et Distribution.
Pinocchio est un film germano-franco-italien de Roberto Benigni sorti en 2002.

## Synopsis
Adaptation de l'histoire de Pinocchio de Carlo Collodi.

## Fiche technique
- Titre : Pinocchio
- Réalisateur : Roberto Benigni
- Scénaristes : Roberto Benigni & Vincenzo Cerami, d'après le conte Pinocchio de Carlo Collodi
- Photographie : Dante Spinotti
- Producteurs : Gianluigi Braschi, Nicoletta Braschi, Mario Cotone, Elda Ferri
- Genre : comédie dramatique, fantasy
- Durée : 108 minutes (1h 48)
- Dates de sortie : 
  -  Italie : 11 octobre 2002
  -  France : 26 mars 2003

## Distribution
- Roberto Benigni (VF : Dominique Collignon-Maurin ; VQ : Alain Zouvi) : Pinocchio
- Nicoletta Braschi (VF : Cécile Paoli ; VQ : Nathalie Coupal) : la bonne fée
- Carlo Giuffré (VF : Georges Berthomieu ; VQ : Hubert Fielden) : Gepetto
- Kim Rossi Stuart (VF : Damien Boisseau ; VQ : Martin Watier) : Lumignon
- Peppe Barra (VF : Patrick Messe ; VQ : Jacques Lavallée) : le grillon
- Mino Bellei (VF : áJean-Pierre Gernez ; VQ : Jean-Luc Montminy) : Medoro, le cocher de la bonne fée
- Max Cavallari (VF : Jean-Loup Horwitz ; VQ : Louis-Philippe Dandenault) : le chat
- Bruno Arena (VF : Pierre Laurent ; VQ : Benoît Gouin) : le renard
- Luis Molteni : le propriétaire d'ânes
- Alessandro Bergonzoni : directeur du cirque
- Corrado Pani : le juge
- Vincenzo Cerami : l'homme à la moustache
- Giorgio Ariani (VF : Paul Borne) : propriétaire de l'auberge de l'Écrevisse rouge
- Tommaso Bianco : Pulcinella
- Franco Javarone (VF : Saïd Amadis ; VQ : Yves Corbeil) : Mangefeu

## Production
Le film a été en partie tourné au Mediterrnean Film Studios à Malte.

## Accueil
Éreinté par les critiques à sa sortie, le film est présent dans la liste des pires films de tous les temps sur Rotten Tomatoes et atteint la note de médiocrité de 0 % de critiques positives, basé sur 55 avis (mais qui se base sur la version remontée par Miramax et le nouveau doublage, pas sur le montage original). En France un peu mieux accueilli, il atteint les notes de 2,1 / 5 et 2,4 / 5 sur Allociné.

## Autour du film
- Ayant coûté environ 45 millions d'euros, il s'agit du film le plus cher de toute l'histoire du cinéma italien, bien qu'il ait été éreinté par les critiques[3].